# 비두비치 수도원

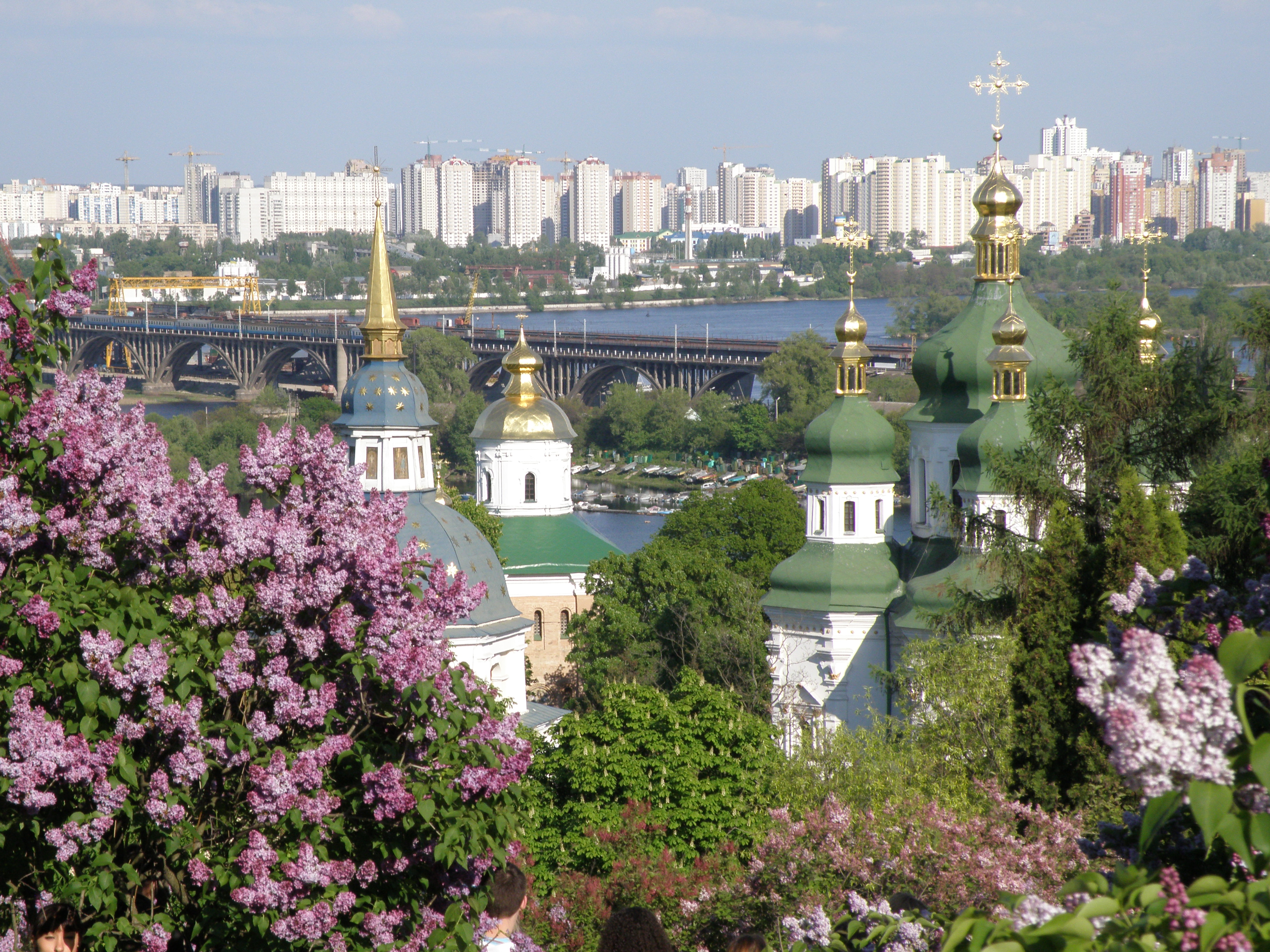
비두비치 수도원

비두비치 수도원(우크라이나어: Видубицький монастир)은 우크라이나 키이우에 위치한 동방 정교회 수도원이다. 1070년부터 1077년까지 키예프 루시의 대공이었던 프세볼로트 1세에 의해 건설되었다. 우크라이나 정교회 키이우 총대주교청이 소유하고 있다.